# Muntanya de Sant Mauri
La Muntanya de Sant Mauri és una serra situada al municipi de Soriguera a la comarca del Pallars Sobirà, amb una elevació màxima de 1.525 metres.